# Lee Brilleaux

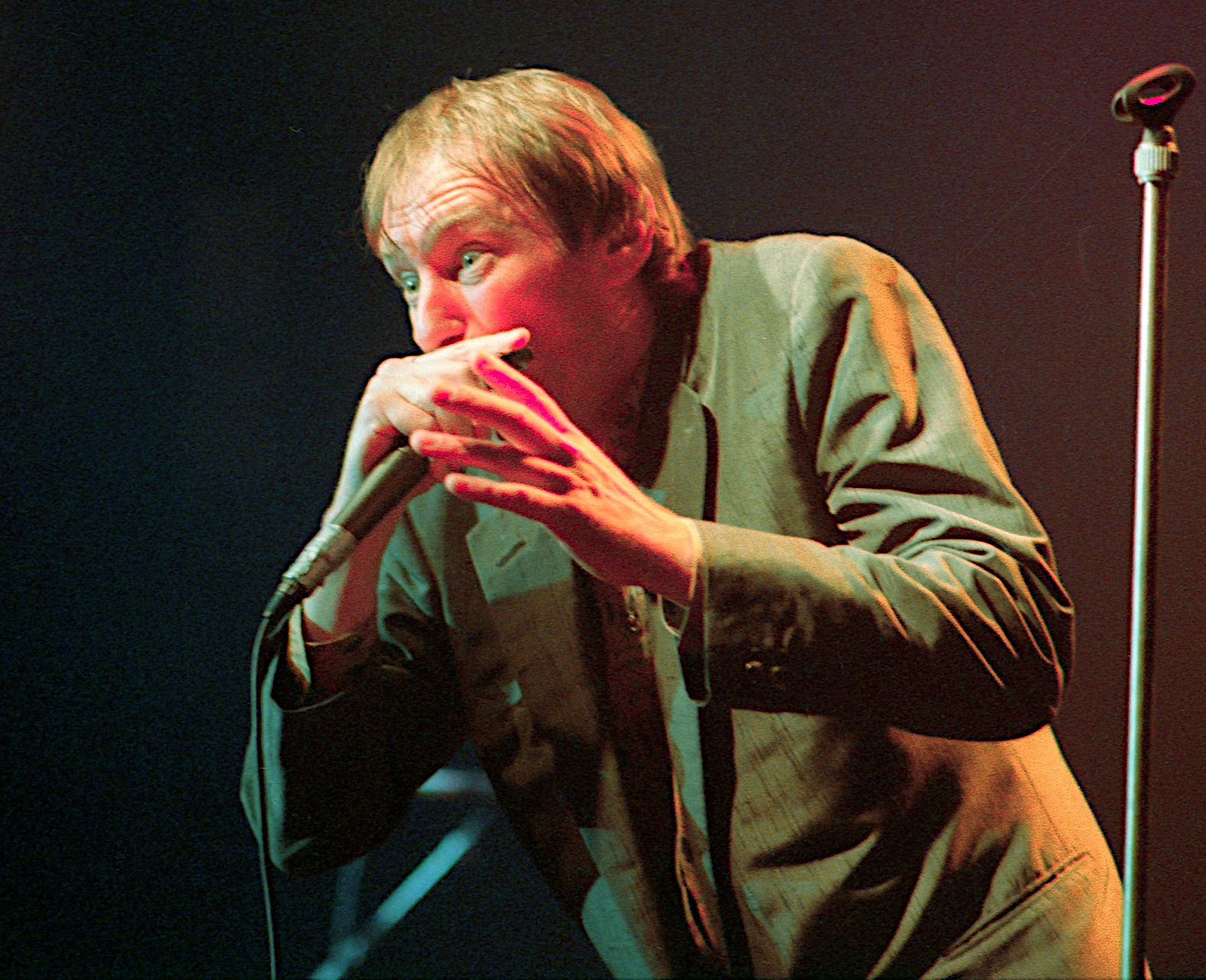
Lee Brilleaux, 1992

Lee Brilleaux (eigentlich Lee Collinson, * 10. Mai 1952 in Durban, Südafrika; † 7. April 1994 in Leigh on Sea, England) war ein Sänger, Mundharmonikaspieler und Mitbegründer der englischen Pub-Rock- und Rhythm-and-Blues-Band Dr. Feelgood.

## Leben und Werk
Brilleaux kehrte 1955 mit seinen englischen Eltern nach Ealing, West London, von deren Arbeitsstelle in Südafrika zurück. 1965 zog die Familie nach Canvey Island, Essex. Nachdem er 1968 Anstellung bei einer Anwaltskanzlei gefunden hatte, spielte Brilleaux in ersten Bands, unter anderem bei der Gruppe Wild Bunch.
Im Jahr 1972 gründete Brilleaux zusammen mit Wilko Johnson (E-Gitarre, Gesang), John B. Sparks (E-Bass) und John „The Big Figure“ Martin (Schlagzeug) in Canvey Island die Band Dr. Feelgood. Zahlreiche Auftritte in Londoner Pubs weckten die Aufmerksamkeit der lokalen Musikpresse; das Resultat war der erste Plattenvertrag der Band im Jahr 1975 mit dem in Mono abgemischten Album Down by the Jetty. Noch im selben Jahr folgte das zweite Album Malpractice. Das bekannteste Lied Dr. Feelgoods neben Roxette vom Debütalbum, das dem gleichnamigen schwedischen Popduo als Namensgeber diente, ist das Stück Milk and Alcohol aus dem Jahr 1978. Bis zu seinem Krebstod 1994 blieb Brilleaux Sänger der Band Dr. Feelgood, die mit ihrem Rhythm ’n’ Blues einige andere Bands beeinflusste.
Brilleaux hatte an den Kompositionen der Band kaum Anteil, einzig die Single She’s a wind up aus dem Jahr 1977 weist ihn als Miturheber aus. Die raue Singstimme des Kettenrauchers wurde jedoch zum Markenzeichen der Band.
Lee Brilleaux starb mit 41 Jahren an einem Kopf-Hals-Karzinom.